# Ganina Iama

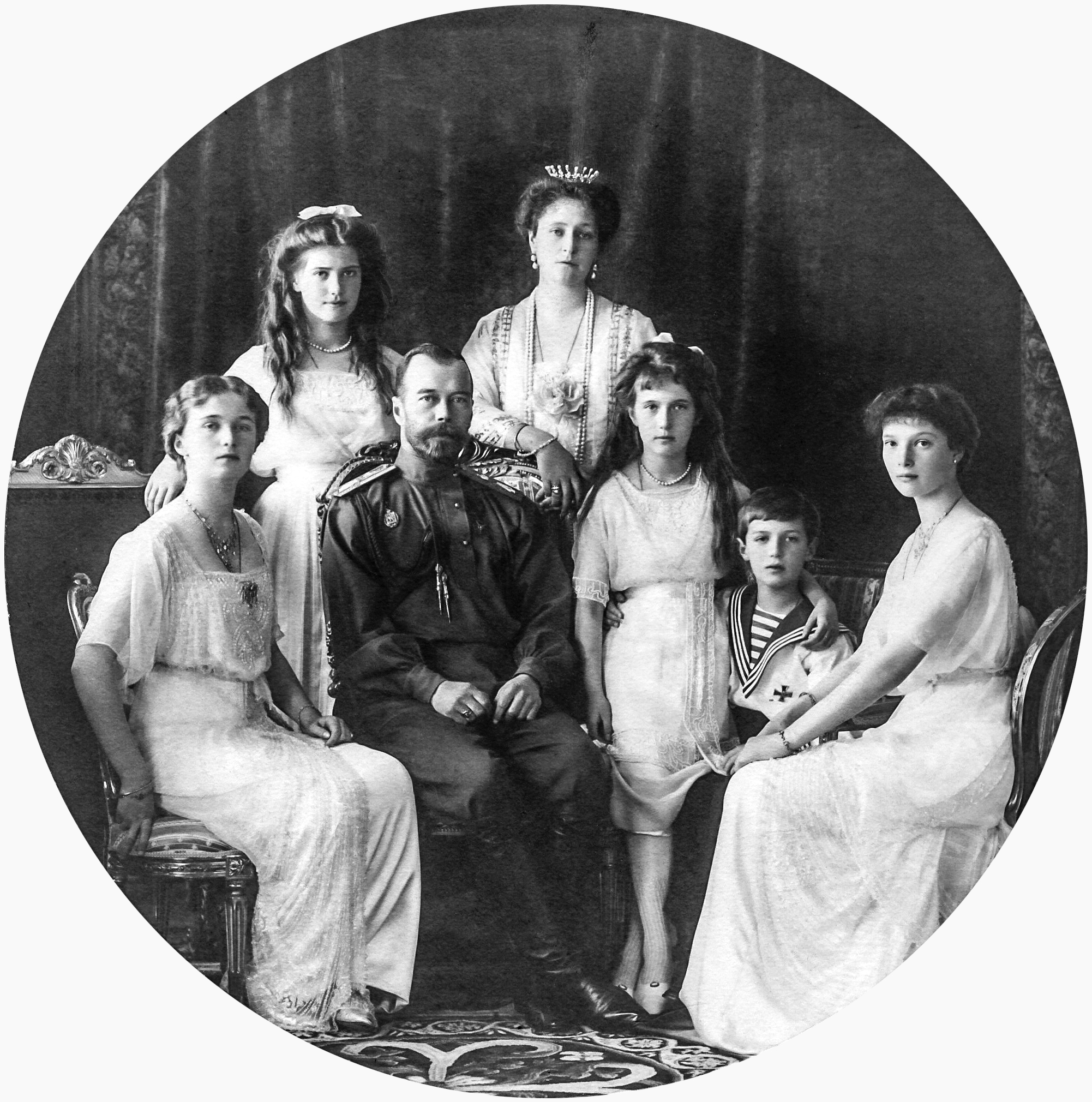
Nicolau II com sua família. (esquerda para direita) Olga, Maria, Czar Nicolau II, sua esposa Alexandra, Anastásia, Alexei e Tatiana.

Ganina Iama (Russo: Ганина Яма, "Fosso de Gania") foi um profundo fosso de 9 metros na mina Quatro Irmãos perto da vila de Koptiaki, 15 km norte de Ecaterimburgo. Na noite de 17 de julho de 1918, após a execução da família Romanov, os corpos do Czar Nicolau II da Rússia e sua família (que têm sido executados na Casa Ipatiev) foram secretamente transportados para Ganina Yama e atirados para o fosso.
Uma semana depois, o Exército Branco levou os bolcheviques da área e lançou uma investigação sobre o destino da família real. Um extensivo relatório concluiu que os restos da família real têm sido cremados na mina, desde que a evidência de fogo foi encontrada e ossos carbonizados, mas sem corpos. Mas os bolcheviques, percebendo que o local do enterro não era mais um segredo, tinham retornado para o local a noite após o primeiro enterro para relocar os corpos para outra área. O relatório secreto bolchevique sobre a execução e enterro não deu a locação do local do segundo enterro, mas a descrição providenciada de pistas.
O segundo local do enterro, um campo conhecido como Porosyonkov Log (Поросёнков лог, "Ravina do Leitão") quatro milhas e meia de Ganina Iama foi descoberto no tardio dos anos 1970 através de investigação clandestina mas mantido secreto até o clima político mudar em 1989. Em 1995, os restos encontrados na Ravina Porosionkov foram identificados como Romanovs usando DNA de parentes vivos dos pais de Nicolau e Alexandra. O fosso do enterro na Ravina Porosenkov é marcado por uma cruz e simples paisagismo do fosso do enterro. Um segundo, fosso menor foi localizado na Ravina Porosenkov em 2007 contendo os restos de dois filhos Romanov desaparecidos da cova maior. Escavação ampla foi planejada para o verão de 2009.
A Igreja Ortodoxa Russa, baseando nos relatórios do Exército Branco em preferência para os relatórios bolcheviques, e duvidando da identificação por DNA, declarou Ganina Iama local de solo sagrado. (Descendentes da família Romanov também têm dúvidas sobre a identificação em DNA). A família real e sua comitiva têm sido canonizados em 1981 pela Igreja Ortodoxa Russa no Exterior. Os terrenos foram portanto dedicados para honrar a humildade da família durante a captura e seus status como mártires políticos. Com assistência financeira da Ural Mining e Metallurgical Company, a Igreja construiu o Mosteiro Imperial dos Santos Portadores da Paixão no local em 2001. Uma alta cruz marca a borda do fosso da mina, visível como uma depressão no solo.
Sete capelas foram mais tarde construídas no local, uma para cada membro da família real. Cada capela é dedicada para um particular santo ou relíquia. O katholikon é dedicado para Teótoco Derzhavnaya, um ícone particularmente reverenciado pelos monarquistas; isso foi queimado no solo em 14 de setembro de 2010 mas está programado para ser restaurado. No aniversário do assassinato, um serviço de longa noite é realizado na Igreja de Todos os Santos (Igreja do Sangue) no local da Casa Ipatiev. Ao amanhecer, uma procissão caminhou quatro horas para Ganina Iama para outra cerimônia. O antigo fosso da mina é coberto com plantas lírio para a cerimônia.

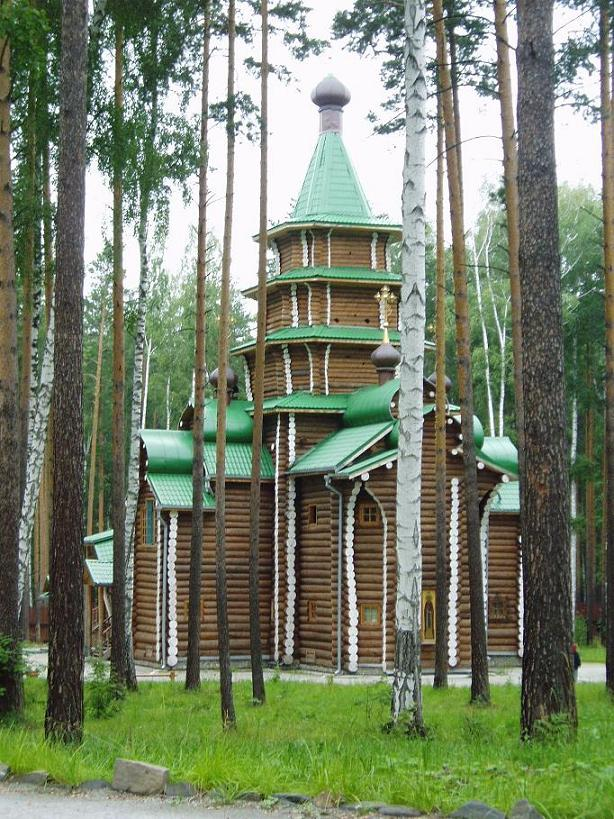
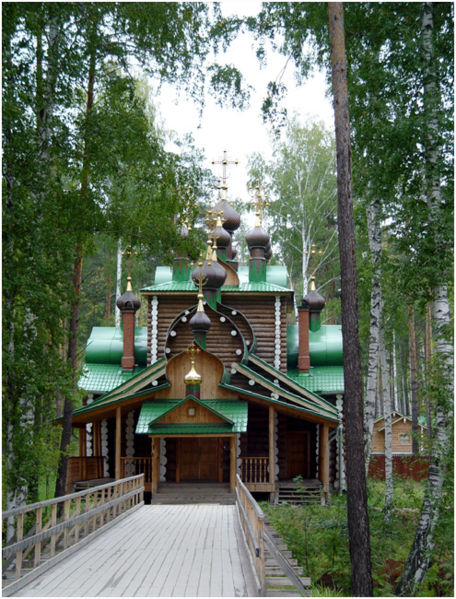
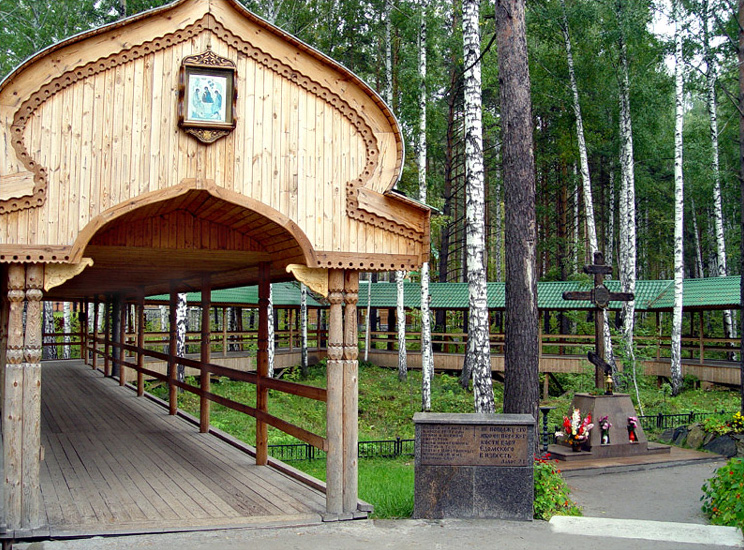